# Hűtlenségi per
A hűtlenségi per az Általános Munkásegylet legaktívabb tagjai és vezetői ellen lefolytatott bírósági per volt 1872 áprilisában. A leendő vádlottakat egy 1871. június 11-i, a Párizsi Kommünnel rokonszenvezők által kezdeményezett, Pesten tartott tüntetés nyomán tartóztatták le, június 12-én és 13-án. A vád szerint a monarchia megdöntésén, a kommunizmus létrehozásán munkálkodtak, s ennek érdekében kapcsolatban álltak az I. Internacionáléval, illetve Karl Marxszal is. Külföldi Viktor kivételével az összes vádlottat felmentették.

## Ismertebb vádlottai
- Eisel Károly
- Essl András
- Farkas Károly
- Szvoboda Lajos
- Rauchmaul Károly
- Külföldi Viktor – 6 hónapos büntetést kapott